# Begonia valida
Begonia valida es una especie de planta perenne perteneciente a la familia Begoniaceae. Es originaria de Sudamérica.

## Distribución
Es originaria de Brasil donde se encuentra en la Mata Atlántica distribuidas por Río de Janeiro.

## Taxonomía
Begonia valida fue descrita por Karl Christian Traugott Friedemann Goebel y publicado en Flora 108: 347, pl. 1. 1915.
Etimología
Begonia: nombre genérico, acuñado por Charles Plumier, un referente francés en botánica, honra a Michel Bégon, un gobernador de la excolonia francesa de Haití, y fue adoptado por Linneo.
valida: epíteto latino de validus que significa "robusto".